# Люблінське гето
51°14′00″ пн. ш. 22°34′00″ сх. д. / 51.2333333333° пн. ш. 22.5666666667° сх. д.
Люблінське гетто — гетто Другої світової війни, створене нацистською Німеччиною в місті Люблін на території генерал-губернаторства в окупованій Польщі. В’язнями гетто були переважно польські євреї, хоча в гетто також було завезено певну кількість ромів  . Створене в березні 1941 року Люблінське гетто було одним із перших гетто нацистської епохи, які планувалося ліквідувати під час найбільш смертоносної фази Голокосту в окупованій Польщі. З середини березня до середини квітня 1942 року понад 30 000 євреїв було доставлено на смерть у вантажівках для худоби в табір смерті Белжець і ще 4 000 у Майданек.

## Історія
Уже в 1939–1940 рр., ще до того, як гетто було офіційно оголошено, СС і керівник поліції Оділо Глобочник (окружний командир СС, який також керував єврейською резервацією) почали переселяти люблінських євреїв далі від свого штабу на вулиці Спокойна, і в нову міську зону, створену для цієї мети. Тим часом перші 10 000 євреїв були виселені з Любліна в околиці міста на початку березня.
Гетто, яке називають «єврейським кварталом» (або Wohngebiet der Juden), було офіційно відкрито через рік, 24 березня 1941 року. Рішення про виселення та гетто євреїв було прийнято, коли прибулі війська Вермахту, які готувалися до операції «Барбаросса», вторгнення в Радянський Союз, потребували житла поблизу нового німецько-радянського кордону. Гетто, поки що єдине в Люблінському окрузі Генерального Губернаторства в 1941 році, було розташоване навколо району Підзамче, від Ґродської брами (перейменованої на «Єврейську браму», щоб позначити межу між євреями та неєвреями). частини міста), а потім по вулицях Любартовська та Уницька до кінця вулиці Францишканської. Вибрані члени довоєнних політичних партій, таких як Єврейський Бунд у Польщі, були ув’язнені в Люблінському замку і продовжували звідти свою підпільну діяльність.

## Видатні особистості
Одним із колабораціоністів, якого дуже боялися, був Шама (Шломо) Ґрейер, власник єврейського ресторану та публічного дому, що обслуговував нацистів на вулиці Ковальській. Граєр був інформатором гестапо. Одягнений, як німецький чиновник, Ґрейєр викликав до свого ресторану кілька заможних євреїв і вимагав від кожного з них викуп у 20 000 злотих. Він також полював на голодуючих дівчат у гетто для свого нацистського борделю. Зрештою Граєр загнав у кут доньку президента юденрату Марека Альтена та одружився з нею. Їх разом розстріляли під час остаточної ліквідації Майдану.

## Ліквідація
На момент заснування гетто ув’язнило 34 000 польських євреїв і невідому кількість ромів. Практично всі вони загинули до кінця війни. Більшість жертв, близько 30 000, були депортовані до табору смерті Белжец (деякі з них через гетто Пяскі) між 17 березня та 11 квітня 1942 року резервним поліцейським батальйоном 101 з Орпо за підтримки Schutzpolizei. Німці встановили щоденну квоту в 1400 в’язнів, яких потрібно було депортувати на смерть. Інших 4000 людей спочатку перемістили в гетто Майдан Татарський – невелике гетто, засноване в передмісті Любліна – а потім або вбили там під час облав, або відправили до сусіднього концентраційного табору Майданек.
Останні колишні мешканці гетто, які все ще перебували в німецькому полоні, були вбиті в таборах Майданек і Травники під час операції «Свято врожаю» 3 листопада 1943 року. Під час ліквідації гетто німецький міністр пропаганди Йозеф Геббельс писав у своєму щоденнику: «Процедура досить варварська, і її не варто описувати тут більш чітко. Від євреїв залишиться небагато».

## Подальше читання
- Silberklang, David (2013). Gates of Tears: the Holocaust in the Lublin District (англ.). Jerusalem: Yad Vashem. ISBN 978-965-308-464-3.